# La bambola 2008
La bambola 2008 è il singolo promo radio di Patty Pravo, pubblicato nel 2008 dall'etichetta discografica Edel, per festeggiare i quarant'anni del brano La bambola.

## Il disco
Il singolo è stato pubblicato in occasione dei quarant'anni del brano La bambola, del 1968, proposto con un nuovo arrangiamento. Acquistabile solo tramite le piattaforme digitali, non risulta nelle classifiche di vendita.

### La bambola 2008
La bambola 2008 è una canzone scritta da Franco Migliacci, Bruno Zambrini e Ruggero Cini, nel 1968.
La nuova versione de La bambola è nata per gioco con i musicisti del Sold out - Tour del 2008.
Il brano non è stato inserito in nessun album.
Del brano è stato creato un videoclip che vede partecipe Patty Pravo e i suoi musicisti. Nel videoclip Patty Pravo omaggia la cantante Amy Winehouse, attraverso il caratteristico look.

## Tracce
CD Single
1. La bambola 2008 - 3:20